# Gynoplistia (Gynoplistia) neboissi
Gynoplistia (Gynoplistia) neboissi is een tweevleugelige uit de familie steltmuggen (Limoniidae). De soort komt voor in het Australaziatisch gebied.